# Hymenopenaeus furici
Hymenopenaeus furici is een tienpotigensoort uit de familie van de Solenoceridae. De wetenschappelijke naam van de soort is voor het eerst geldig gepubliceerd in 1978 door Crosnier.